# Éole-en-Beauce
Éole-en-Beauce es una comuna nueva francesa situada en el departamento de Eure y Loir, de la región de Centro-Valle de Loira.

## Historia
Fue creada el 1 de enero de 2016, en aplicación de una resolución del prefecto de Eure y Loir de 17 de diciembre de 2015 con la unión de las comunas de Baignolet, Fains-la-Folie, Germignonville y Viabon, y pasando a estar el ayuntamiento en la antigua comuna de Viabon. El 1 de enero de 2019, la comuna vecina de Villeau fue incorporada a Éole-en-Beauce con el estatuto de comuna delegada.

## Demografía
| Gráfica de evolución demográfica de Éole-en-Beauce entre 1800 y 2013 |
|                                                                      |

Los datos entre 1800 y 2013 son el resultado de sumar los parciales de las cuatro comunas que forman la nueva comuna de Éole-en-Beauce, cuyos datos se han cogido de 1800 a 1999, para las comunas de Baignolet, Fains-la-Folie, Germignonville y Viabon de la página francesa EHESS/Cassini. Los demás datos se han cogido de la página del INSEE.

## Composición
| Comuna delegada | Código INSEE | Población (2013) | Superficie (km²) | Densidad (hab./km²) |
| --------------- | ------------ | ---------------- | ---------------- | ------------------- |
| Baignolet       | 28020        | 128              | 10.07            | 13                  |
| Fains-la-Folie  | 28145        | 313              | 21.65            | 14                  |
| Germignonville  | 28179        | 221              | 20.92            | 11                  |
| Viabon          | 28406        | 368              | 36.43            | 10                  |
| Villeau         | 28412        | 187              | 13.79            | 13                  |